# Aston Martin 2-Litre Sports

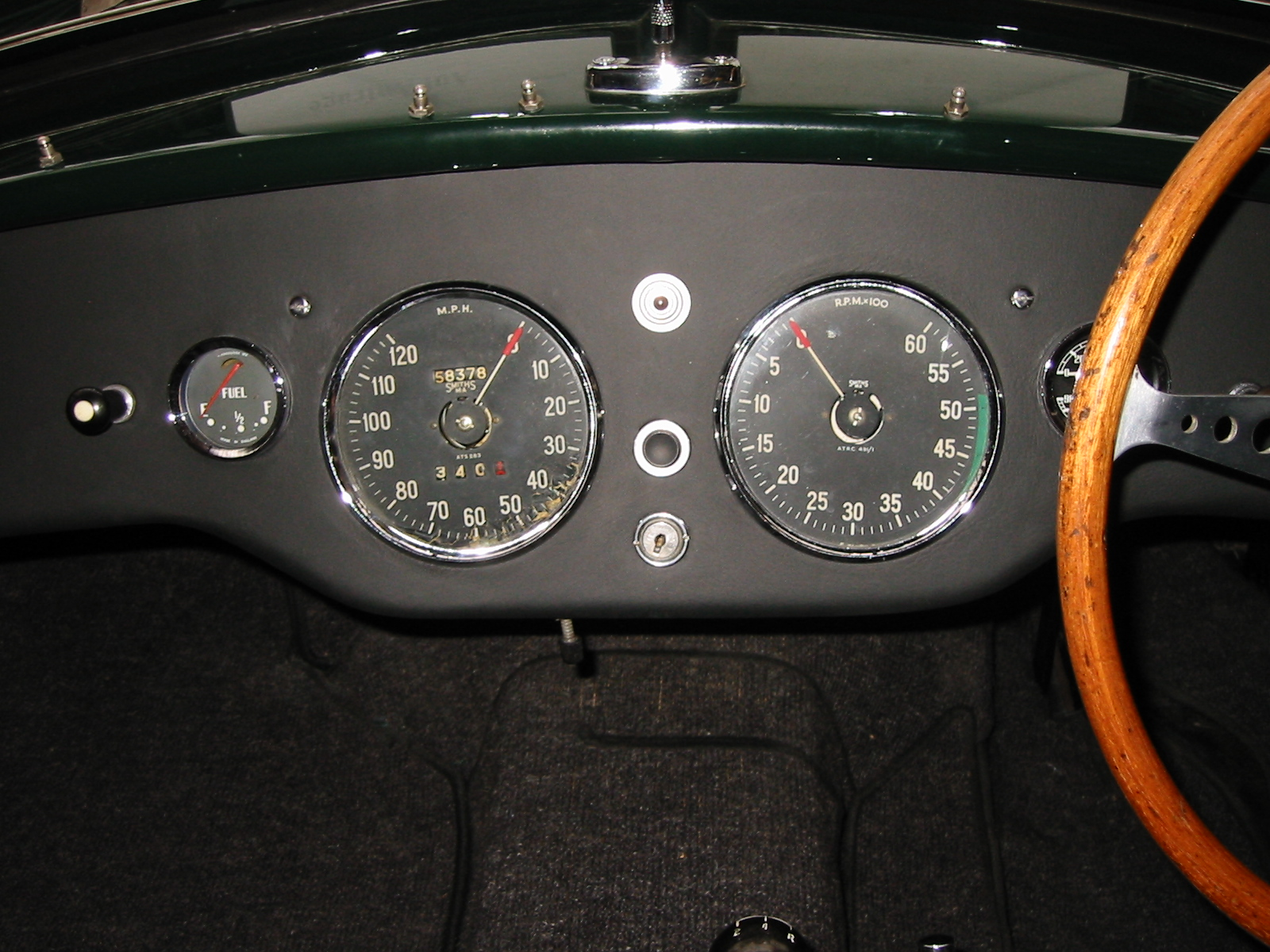
Kokpit Astona Martina DB1

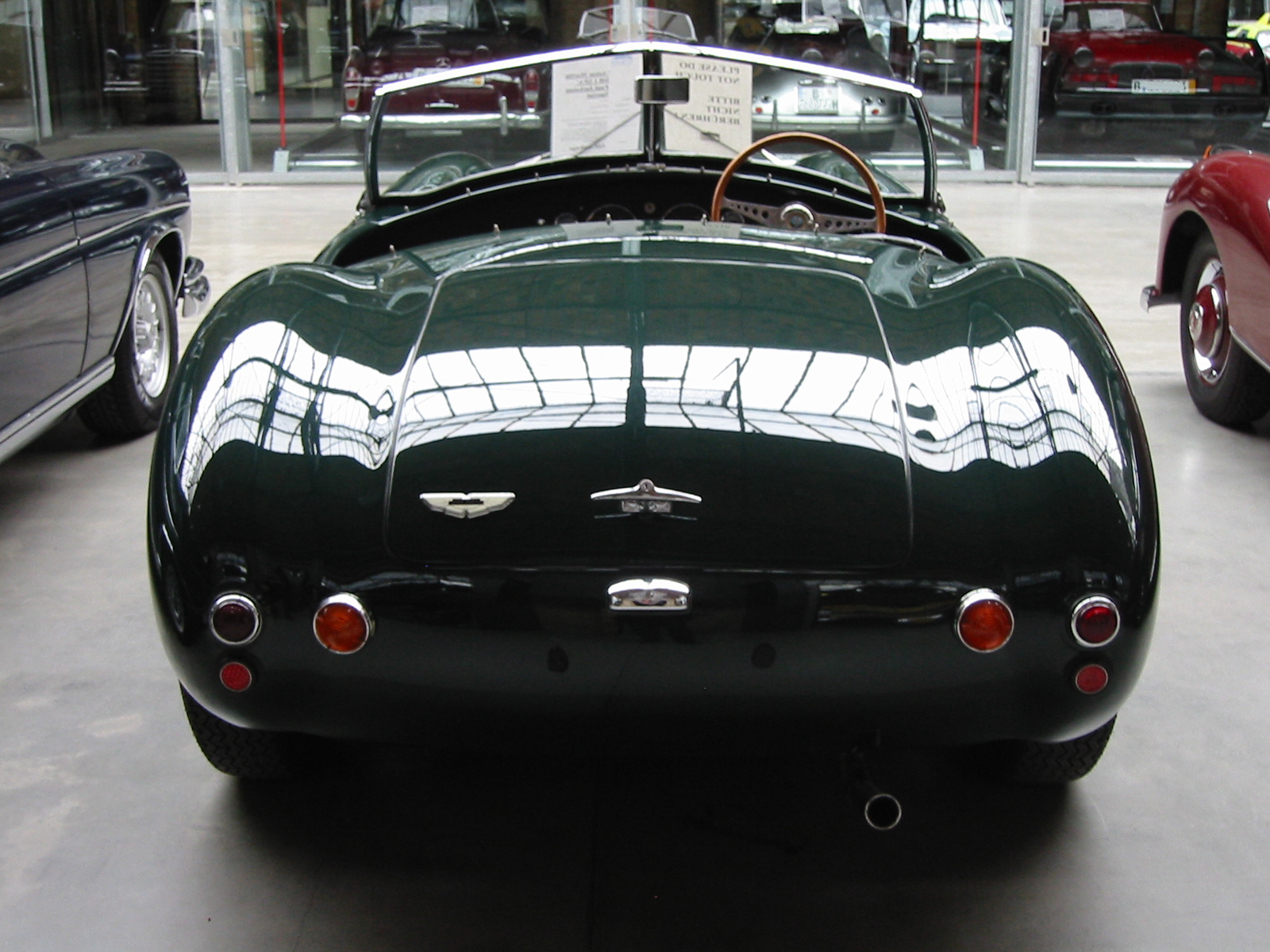
Tył Astona Martina 2-Litre Sports

Aston Martin 2-Litre Sports – sportowy samochód osobowy produkowany przez brytyjską firmę Aston Martin w latach 1948–1950. Dostępny jako 2-drzwiowy roadster. Do napędu użyto silnika R4 o pojemności dwóch litrów. Moc przenoszona była na oś tylną poprzez 4-biegową manualną skrzynię biegów. Następcą pojazdu został model DB2.

## Dane techniczne

### Silnik
- R4 2,0 l (1970 cm³), 2 zawory na cylinder, OHV
- Układ zasilania: gaźnik
- Średnica × skok tłoka: 82,55 mm × 92,00 mm
- Stopień sprężania: 7,25:1
- Moc maksymalna: 91 KM (67,1 kW) przy 4750 obr./min
- Maksymalny moment obrotowy: b/d